# ستبردم هابما
ستبردم هابما (نام علمی: Micromurexia habbema) نام یک گونه از تیره ستبردمان است.